# Нойи, Юзеф
Ю́зеф Нойи (пол. Józef Noji; 8 сентября 1909, Пенцково, Великопольское воеводство — 15 февраля 1943, лагерь смерти нацистской Германии или концлагерь Освенцим, Верхняя Силезия) — польский бегун на длинные дистанции.

## Биография
Юзеф Нойи был одним из лучших бегунов на длинные дистанции Второй Польской Республики. На Олимпийских играх 1936 года в Берлине он финишировал пятым в беге на 5000 метров и 14-м в забеге на 10 000 метров. Он также занял пятое место на дистанции 5000 м на чемпионате Европы 1938 года.
Нойи был многократным чемпионом Польши в беге на 5000, 10 000 и кроссу. В 1936 году он выиграл титул международного чемпиона на Открытом чемпионате Великобритании в беге на 6 миль. Дважды был избран в список 10 лучших спортсменов Польши; в 1936 году он был вторым, в 1937 году — десятым.
Нойи не участвовал в Польской сентябрьской кампании, но уже в конце 1939 или в начале 1940 года он присоединился к движению Сопротивления. Он был арестован немцами 18 сентября 1940 года. После года заключения в печально известной варшавской тюрьме Павяк он был доставлен в Освенцим. Нойи убили 15 февраля 1943 года будто бы за попытку переправить письмо. По словам свидетелей, он был убит одним из охранников СС (Палич, Шоппе или Штивиц).

## Награды
Посмертно награждён крестом Храбрых (16 июня 1944) и Серебряным крестом Заслуги с мечами (20 ноября 1944).

## Память
В Освенциме есть улица Нойи, названная в его честь, и муниципальный стадион «Нойи Кросс» возле Пенцково.

## Результаты

### Соревнования
предварительные забеги/соревнования
| Год  | Соревнование     | Город  | Дистанция | Дата      | Результат   | Место         | Видео/Фото/ Кинограмма |
| ---- | ---------------- | ------ | --------- | --------- | ----------- | ------------- | ---------------------- |
| 1936 | Олимпийские игры | Берлин | 5000 м    | 4 августа | 15.11,2     | 3 Q (забег 2) |                        |
| 1936 | Олимпийские игры | Берлин | 5000 м    | 7 августа | 14.33,4 NR* | 5             | ·                      |
| 1936 | Олимпийские игры | Берлин | 10 000 м  | 2 августа | 32.13,0     | 14            | ·                      |

| Год  | Чемпионат      | Город  | Дистанция | Дата       | Результат | Место |
| ---- | -------------- | ------ | --------- | ---------- | --------- | ----- |
| 1936 | Великобритании | Лондон | 6 миль    | 10—11 июля | 29.43,4   | I     |

1. ↑  Первый британец Алек Бёрнс[англ.] был вторым с национальным рекордом 29.45,0

| Год  | Матч              | Город      | Дистанция     | Дата       | Результат  | Место |
| ---- | ----------------- | ---------- | ------------- | ---------- | ---------- | ----- |
| 1937 | Польша — Германия | Варшава    | 5000 метров   | 22 августа | 15.26,0    | 1     |
| 1937 | Польша — Германия | Варшава    | 10 000 метров | 21 августа | 32.00,8    | 1     |
| 1938 | Польша — Германия | Кёнигсберг | 5000 метров   | 9 июля     | 14.46,5    | 2     |
| 1938 | Польша — Германия | Кёнигсберг | 10 000 метров | 10 июля    | 31.17,0 PB | 1     |